# 欧洲E55公路
欧洲E55公路（E55）是欧洲的一条国际公路，由几段公路组成，起点为瑞典的赫尔辛堡，经过丹麦、德国、捷克、奥地利、意大利，终点为希腊伯罗奔尼撒半岛上的卡拉马塔，其中瑞典的赫尔辛堡到丹麦的赫爾辛格、丹麦的盖瑟到德国的罗斯托克为轮渡路线，意大利布林迪西和希腊伊古迈尼察之间也为轮渡路线。